# Hugo Taboada
Hugo Francisco Taboada (Córdoba, 1929 - posterior a 1993) fue un arquitecto y político argentino

## Biografía
Nació en Córdoba, en 1929. Egresado de la Facultad de Arquitectura y Urbanismo de la Universidad Nacional de Córdoba, fue consejero en la misma, en 1960 viajó a Suiza para estudiar el Plan Regulador de Zúrich, y en 1966 ganó, junto a los arquitectos Eduardo Figueroa e Ismael Sartor, el concurso de anteproyectos para el Palacio Legislativo de la provincia de La Rioja. Un año después, hizo lo propio en el concurso nacional para el Centro Cívico de la provincia de Santa Fe.

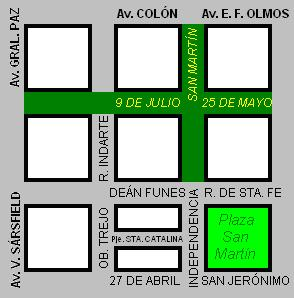
Taboada peatonalizó cinco cuadras del centro. En los años sucesivos se han sumado otras más.

En 1969, el interventor federal en la provincia de Córdoba, comodoro Roberto Huerta, lo nombró comisionado municipal de la capital, aunque en su breve gestión, Taboada se hizo llamar “intendente”.[cita requerida] Asumió el 16 de julio de 1969, en el contexto de una ciudad que recién había sido epicentro del Cordobazo. Ese mismo año, dispuso la peatonalización de cinco cuadras del centro de la capital (las dos primeras de las calles San Martín y 9 de Julio, y la primera de la calle 25 de Mayo), siendo las primeras en sufrir esa transformación en la Argentina. La obra se inauguró en enero de 1970, colocándose maceteros, asientos y diversas ornamentaciones, no así las pérgolas, que fueron incorporadas años después. El proceso luego se extendió a otras cuadras y a otras ciudades del país.

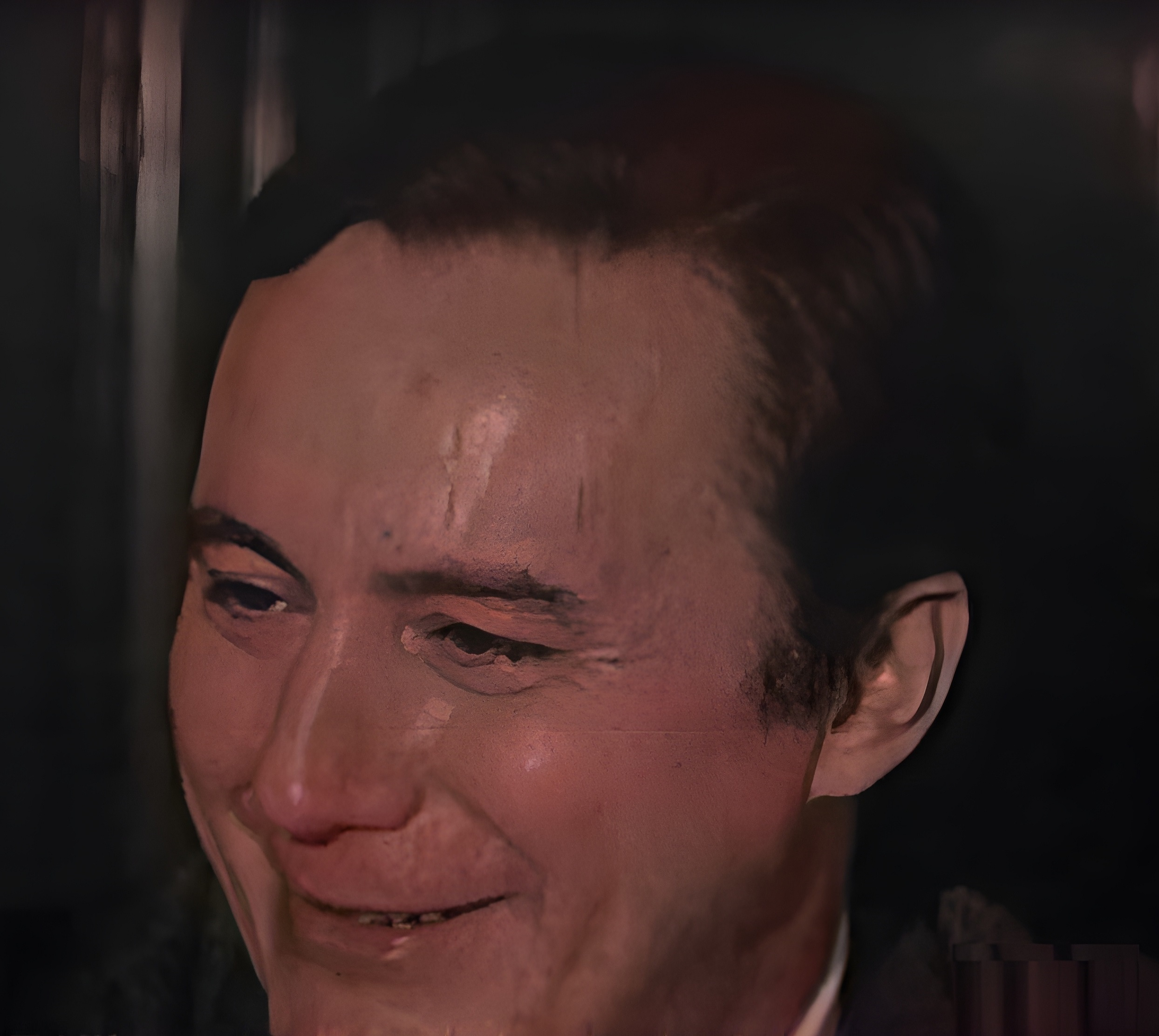
Hugo Taboada durante una entrevista periodística en 1970.

Con el objetivo de agilizar el tránsito en las avenidas General Paz y Vélez Sársfield, Taboada determinó la eliminación de las plazas homónimas, trasladando las estatuas emplazadas en ellas a nuevas ubicaciones.[cita requerida] En el caso de la plaza General Paz se abrieron la avenida y la calle La Tablada, y se suprimió la rotonda que conformaba la plaza Vélez Sársfield. Además, implementó el sentido único de circulación en diversas arterias.
Sus proyectos provocaron reacciones adversas e incluso el alejamiento del ministro de gobierno, Pedro E. Oviedo Jocou. De todas formas, Taboada contaba con el total respaldo del interventor de facto Huerta. Apenas producida la renuncia de Huerta (abril de 1970), el comisionado se alejó de su cargo.

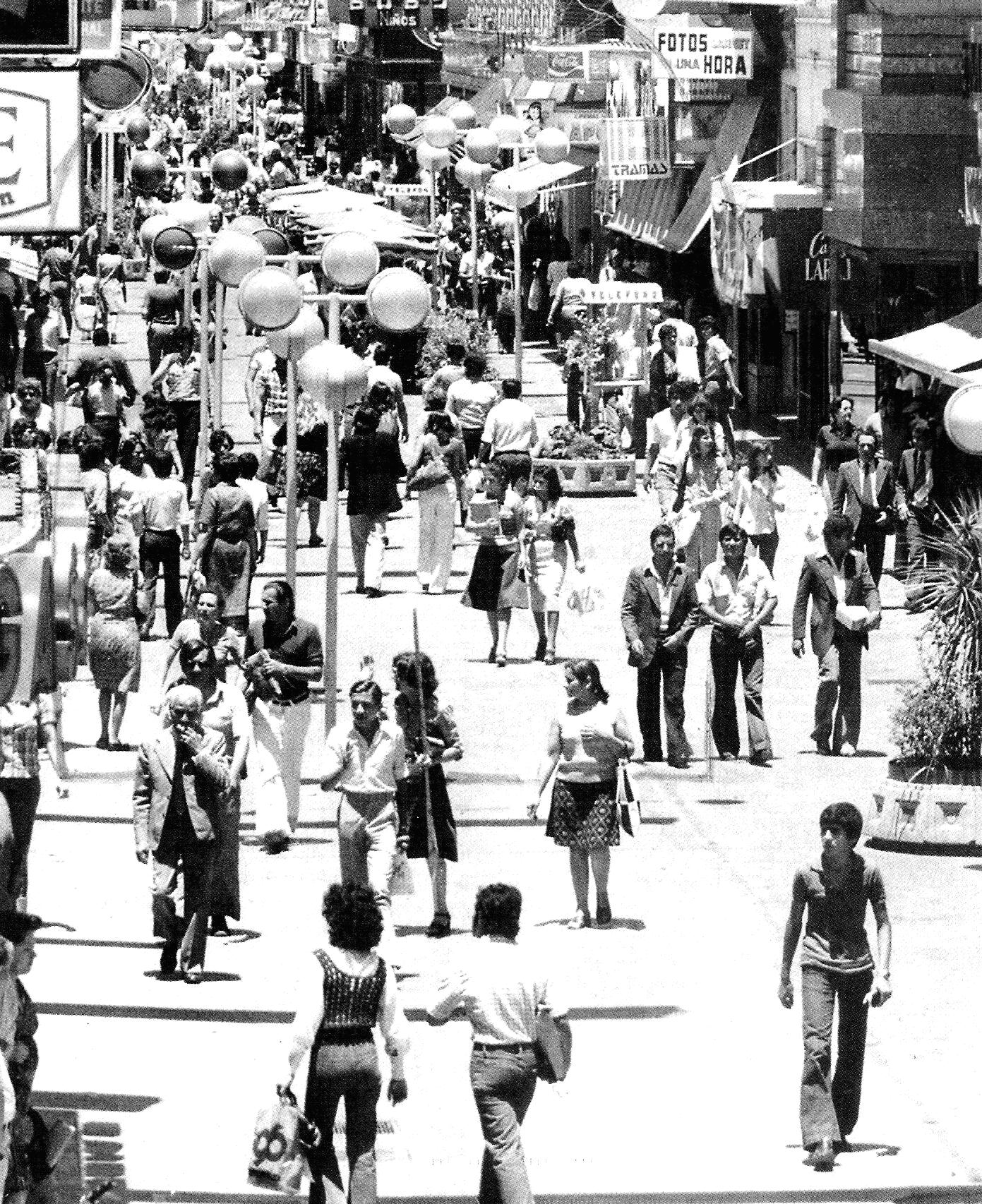
El área peatonal de la ciudad de Córdoba a principios de la década de 1970.

En 1971, durante la presidencia de facto de Roberto Levingston, Taboada ocupó un puesto en el Ministerio del Interior, siendo subsecretario de asuntos políticos. En marzo, su nombre fue propuesto para ser interventor federal en Córdoba, lo cual no se concretó. El día 8, tras las polémicas declaraciones del interventor recién designado José Camilo Uriburu (que produjeron el llamado Viborazo), Taboada presentó la renuncia, considerando a Uriburu como “la antítesis de lo representativo”.
En las elecciones del 30 de octubre de 1983, el arquitecto Taboada fue candidato a intendente por el Movimiento de Integración y Desarrollo, enfrentándose a los candidatos justicialista y radical, José Manuel de la Sota y Ramón Mestre, respectivamente, siendo vencedor este último. 
En los comicios de 1987 volvió a postularse para la intendencia, obteniendo poco más del 4% de los sufragios. El 26 de marzo de 1991 Taboada fundó su propio espacio político, Acción para el Cambio (APEC), una escisión del Movimiento de Integración y Desarrollo.
En junio de 1991, APEC adhirió a la candidatura a gobernador de De la Sota, integrando una alianza llamada Unión de Fuerzas Sociales. El 1° de julio de 1991 se realizaron internas abiertas en el justicialismo para candidatos a intendente, en las cuales Hugo Taboada se presentó, venciendo a Miguel Balestrini, y ungiéndose como postulante extrapartidario dentro del peronismo, con el apoyo de De la Sota (candidato a gobernador) y siendo derrotado por el candidato radical Rubén Américo Martí en los comicios del 8 de septiembre de ese año.
En las elecciones legislativas del 3 de octubre de 1993 fue candidato a diputado nacional por Córdoba.

## Elecciones[1]

### Elecciones Intendente de Córdoba 1983
| Candidato              | Partido               | Porcentaje |
| ---------------------- | --------------------- | ---------- |
| Ramón Mestre           | Unión Cívica Radical  | 55,0%      |
| José Manuel de la Sota | Partido Justicialista | 39,2%      |
| Hugo Taboada           | MID                   | 3,7%       |

### Elecciones Intendente de Córdoba 1987
| Candidato            | Partido               | Porcentaje |
| -------------------- | --------------------- | ---------- |
| Ramón Mestre         | Unión Cívica Radical  | 46,4%      |
| Miguel A. Balestrini | Partido Justicialista | 43,0%      |
| Hugo Taboada         | MID                   | 4,25%      |

### Elecciones Intendente de Córdoba 1991[2]
Taboada venció en internas a Miguel Balestrini (excandidato a intendente peronista en 1987) por lo cual se convirtió en el candidato de la alianza opositora.
| Candidato           | Partido                             | Porcentaje |
| ------------------- | ----------------------------------- | ---------- |
| Rubén Américo Martí | Unión Cívica Radical                | 48,6%      |
| Hugo Taboada        | UFS-CFI (APEC + MID + PJ y aliados) | 42,8%      |
| José Palazzo        | Ucede                               | 3,05%      |